# دوفوراشپیتزه
دوفوراشپیتزه (به انگلیسی: Dufourspitze) بلندترین قله توده‌کوه مونته روزا است. این کوه میان کانتون وله در کشور سوئیس و پیمونت و واله دائوستا در کشور ایتالیا قرار دارد.